# Stemodiopsis
Stemodiopsis é um género botânico pertencente à família Scrophulariaceae.

## Espécies
| - Stemodiopsis buchanani - Stemodiopsis buchananii - Stemodiopsis eylesii - Stemodiopsis glandulosa - Stemodiopsis glomeratus - Stemodiopsis humilis - Stemodiopsis linearis | - Stemodiopsis madagascariensis - Stemodiopsis perrieri - Stemodiopsis rivae - Stemodiopsis ruandensis - Stemodiopsis scaettae - Stemodiopsis scutellarioides |